# New Year’s Revolution (2024)
New Year’s Revolution (2024) (promowane jako SmackDown: New Year’s Revolution) – czwarta coroczna gala wrestlingu w chronologii cyklu New Year’s Revolution wyprodukowana przez federację WWE dla zawodników z brandu SmackDown. Odbyła się 5 stycznia 2024 w Vancouver w prowincji Kolumbia Brytyjska w Kanadzie. Emisja była przeprowadzana na żywo za pośrednictwem Fox. Gala była częścią tygodniowego programu WWE obejmującego programy o tematyce noworocznej zwane New Year’s Knockout Week.
Na gali odbyły się cztery walki. W walce wieczoru, Randy Orton vs. AJ Styles vs. LA Knight zakończyło się bez rezultatu po interwencji The Bloodline. W innych ważnych walkach, Iyo Sky pokonała "Michin" Mię Yim broniąc WWE Women’s Championship oraz Kevin Owens pokonał Santosa Escobara wygrywając turniej o miano pretendenta do WWE United States Championship.

## Produkcja

### Tło
Od 2005 do 2007 roku amerykańska promocja wrestlingu WWE organizowała na początku stycznia coroczną galę pay-per-view (PPV) zatytułowaną New Year’s Revolution, która była organizowana wyłącznie dla wrestlerów z brandu Raw. Nazwa wydarzenia była nawiązująca do zachodniej tradycji postanowień noworocznych. Następnie zostało ono przerwane, ponieważ po WrestleManii 23 w kwietniu 2007 WWE zaprzestało produkcji ekskluzywnych PPV dla tego brandu, zmniejszając w ten sposób liczbę PPV organizowanych rocznie. Wydarzenie z 2007 roku byłoby z kolei ostatnim New Year’s Revolution transmitowanym w jakimkolwiek punkcie sprzedaży, ponieważ chociaż WWE przywróciło nazwę serii ośmiu gal typu house show na początku 2020 roku zatytułowanych New Year’s Revolution Tour, były to wydarzenia nie transmitowane w telewizji.
Podczas odcinka Friday Night SmackDown 22 grudnia 2023 roku, Generalny Menadżer brandu Nick Aldis ogłosił odrodzenie New Year’s Revolution. Miało się odbyć jako specjalny odcinek SmackDown 5 stycznia 2024 roku w Vancouver w Kolumbii Brytyjskiej w Kanadzie i być wyemitowane w stacji Fox. To z kolei oznaczało pierwszy New Year’s Revolution pod brandem SmackDown, pierwszy wyemitowany jako specjalny program telewizyjny i czwartą w sumie wyemitowaną w dowolnej stacji nadawczej. Program zakończył także tygodniowe programy WWE o tematyce noworocznej, zwane New Year’s Knockout Week, które obejmowały Raw: Day 1 i NXT: New Year’s Evil.

### Rywalizacje
New Year’s Revolution oferowało walki profesjonalnego wrestlingu z udziałem wrestlerów należących do brandu SmackDown. Wyreżyserowane rywalizacje (storyline’y) były kreowane podczas cotygodniowych gal SmackDown. Wrestlerzy są przedstawieni jako heele (negatywni, źli zawodnicy i najczęściej wrogowie publiki) i face’owie (pozytywni, dobrzy i najczęściej ulubieńcy publiki), którzy rywalizują pomiędzy sobą w seriach walk mających budować napięcie. Kulminacją rywalizacji jest walka wrestlerska lub ich seria.

#### Pojedynek o WWE Women’s Championship
17 listopada 2023 na odcinku SmackDown, Zelina Vega i "Michin" Mia Yim zostały zaatakowane przez Damage CTRL (Bayley, WWE Women’s Champion Iyo Sky, Dakotę Kai, Asukę i Kairi Sane) po rozmowie z Biancą Belair, która próbuje znaleźć czwartego członka swojej drużyny na WarGames match na Survivor Series: WarGames. Trzy tygodnie później, przed walką Asuki z Charlotte Flair, Vega, Yim, Belair i Shotzi zaatakowały resztę Damage CTRL. Dwa tygodnie później, drużyna złożona z Vegi, Yim, Belair i Shotzi pokonała Damage CTRL w Holiday Havoc matchu, w którym Yim przypięła Sky, zapewniając jej walkę ze Sky o WWE Women’s Championship na New Year’s Revolution.

#### AJ Styles vs. Randy Orton vs. LA Knight
Zanim Randy Orton zrobił sobie przerwę w maju 2022 roku z powodu kontuzji pleców, feudował z The Bloodline (Undisputed WWE Universal Champion Roman Reigns, Jey Uso i Jimmy Uso). 4 listopada 2023 na Crown Jewel, Roman Reigns pokonał LA Knighta i obronił Undisputed WWE Universal Championship po interwencji The Bloodline. Na następnym odcinku SmackDown, Knight oświadczył, że nie skończy z The Bloodline, dopóki nie pokona Reignsa o tytuł. Orton powrócił w listopadzie 2023 roku i był częścią zespołu Jeya – który od tego czasu opuścił The Bloodline – na Survivor Series: WarGames w męskim WarGames matchu, który wygrali. Następnie Orton podpisał kontrakt z mbrandem SmackDown po odparciu ataku The Bloodline (do którego tego czasu dołączył Solo Sikoa) 1 grudnia na odcinku SmackDown, przysięgając zemstę na The Bloodline za zaatakowanie go. Dwa tygodnie później, powracający AJ Styles pomógł Knightowi i Ortonowi odeprzeć The Bloodline, a następnie również zaatakował Knighta. W następnym tygodniu Styles wyjaśnił, że zaatakował Knighta za zajęcie jego miejsca w tag team matchu na Fastlane. Po tym, jak Orton im przerwał i powiedział, że także chce walki o tytuł przeciwko Reignsowi, Generalny Menadżer SmackDown Nick Aldis ogłosił, że Orton, Styles i Knight będą rywalizować w triple threat matchu na New Year’s Revolution, gdzie zwycięzca zmierzy się z Reignsem o Undisputed WWE Universal Championship na Royal Rumble.

#### Turniej o miano pretendenta do WWE United States Championship
Na Crown Jewel 4 listopada 2023, Logan Paul zdobył swój pierwszy tytuł WWE, United States Championship. Paul po raz pierwszy pojawił się jako mistrz 1 grudnia na odcinku SmackDown, gdzie ogłosił, że jego pierwszy pretendent zostanie wyłoniony w drodze turnieju. Kevin Owens i Santos Escobar wygrali swoje drabinki turniejowe, a 22 grudnia ogłoszono, że finał turnieju pomiędzy nimi odbędzie się podczas New Year’s Revolution 5 stycznia 2024, a zwycięzca zmierzy się z Paulem o tytuł na Royal Rumble.

#### Butch i TBA vs. Pretty Deadly (Elton Prince i Kit Wilson)
24 listopada 2023 na odcinku SmackDown, podczas tag team matchu pomiędzy The Brawling Brutes (Butch i Ridge Holland) a Pretty Deadly (Elton Prince i Kit Wilson), Holland opuścił obszar przy ringu, kosztując swojej drużynie walkę. Przez następne tygodnie, Butch sam feudował z Pretty Deadly. 22 grudnia na odcinku SmackDown, Butch zaatakował Pretty Deadly za kulisami po tym, jak z niego kpili. Generalny Menadżer SmackDown, Nick Aldis, powiedział Butchowi, aby znalazł partnera, który zmierzy się z Pretty Deadly podczas New Year’s Revolution.

## Wyniki walk
| Nr                                 | Wyniki                                                                                     | Stypulacje                                                                                       | Czas  |
| ---------------------------------- | ------------------------------------------------------------------------------------------ | ------------------------------------------------------------------------------------------------ | ----- |
| 1                                  | Kevin Owens pokonał Santosa Escobara poprzez pinfall                                       | Finał turnieju o miano pretendenta do WWE United States Championship na Royal Rumble             | 16:35 |
| 2                                  | Iyo Sky (c) pokonała "Michin" Mię Yim poprzez pinfall                                      | Singles match o WWE Women’s Championship                                                         | 10:40 |
| 3                                  | Butch i Tyler Bate pokonali Pretty Deadly (Eltona Prince’a i Kita Wilsona) poprzez pinfall | Tag team match                                                                                   | 8:34  |
| 4                                  | Randy Orton vs. AJ Styles vs. LA Knight zakończyło się bez rezultatu                       | Triple threat match o miano pretendenta do Undisputed WWE Universal Championship na Royal Rumble | 19:40 |
| (c) – mistrz/mistrzyni przed walką |                                                                                            |                                                                                                  |       |

### Turniej o miano pretendenta do WWE United States Championship
|  | Pierwsza runda SmackDown 8–15 grudnia 2023 | Pierwsza runda SmackDown 8–15 grudnia 2023 | Pierwsza runda SmackDown 8–15 grudnia 2023 |               |                | Półfinały SmackDown 15 grudnia 2023 (wyemitowano 22 grudnia) | Półfinały SmackDown 15 grudnia 2023 (wyemitowano 22 grudnia) | Półfinały SmackDown 15 grudnia 2023 (wyemitowano 22 grudnia) |  |  | Finał SmackDown: New Year’s Revolution 5 stycznia 2024 | Finał SmackDown: New Year’s Revolution 5 stycznia 2024 | Finał SmackDown: New Year’s Revolution 5 stycznia 2024 |  |
|  |                                            |                                            |                                            |               |                |                                                              |                                                              |                                                              |  |  |                                                        |                                                        |                                                        |  |
|  | Dragon Lee                                 | Dragon Lee                                 | 9:09                                       |               |                |                                                              |                                                              |                                                              |  |  |                                                        |                                                        |                                                        |  |
|  | Dragon Lee                                 | Dragon Lee                                 | 9:09                                       |               |                |                                                              |                                                              |                                                              |  |  |                                                        |                                                        |                                                        |  |
|  | Santos Escobar                             | Santos Escobar                             | Pin                                        |               |                |                                                              |                                                              |                                                              |  |  |                                                        |                                                        |                                                        |  |
|  | Santos Escobar                             | Santos Escobar                             | Pin                                        |               | Santos Escobar | Santos Escobar                                               | Pin                                                          |                                                              |  |  |                                                        |                                                        |                                                        |  |
|  |                                            |                                            |                                            |               | Santos Escobar | Santos Escobar                                               | Pin                                                          |                                                              |  |  |                                                        |                                                        |                                                        |  |
|  |                                            |                                            | Bobby Lashley                              | Bobby Lashley | 8:44           |                                                              |                                                              |                                                              |  |  |                                                        |                                                        |                                                        |  |
|  | Bobby Lashley                              | Bobby Lashley                              | Bobby Lashley                              | Bobby Lashley | 8:44           | Pin                                                          |                                                              |                                                              |  |  |                                                        |                                                        |                                                        |  |
|  | Bobby Lashley                              | Bobby Lashley                              |                                            |               |                |                                                              |                                                              |                                                              |  |  |                                                        |                                                        |                                                        |  |
|  | Karrion Kross                              | Karrion Kross                              | 9:46                                       |               |                |                                                              |                                                              |                                                              |  |  |                                                        |                                                        |                                                        |  |
|  | Karrion Kross                              | Karrion Kross                              | 9:46                                       |               | Santos Escobar | Santos Escobar                                               | 16:35                                                        |                                                              |  |  |                                                        |                                                        |                                                        |  |
|  |                                            |                                            |                                            |               |                |                                                              |                                                              |                                                              |  |  |                                                        |                                                        |                                                        |  |
|  |                                            |                                            | Kevin Owens                                | Kevin Owens   | Pin            |                                                              |                                                              |                                                              |  |  |                                                        |                                                        |                                                        |  |
|  | Carmelo Hayes                              | Carmelo Hayes                              | Kevin Owens                                | Kevin Owens   | Pin            | Pin                                                          |                                                              |                                                              |  |  |                                                        |                                                        |                                                        |  |
|  | Carmelo Hayes                              | Carmelo Hayes                              |                                            |               |                |                                                              |                                                              |                                                              |  |  |                                                        |                                                        |                                                        |  |
|  | Grayson Waller                             | Grayson Waller                             | 10:23                                      |               |                |                                                              |                                                              |                                                              |  |  |                                                        |                                                        |                                                        |  |
|  | Grayson Waller                             | Grayson Waller                             | 10:23                                      |               | Carmelo Hayes  | Carmelo Hayes                                                | 10:04                                                        |                                                              |  |  |                                                        |                                                        |                                                        |  |
|  |                                            |                                            |                                            |               | Carmelo Hayes  | Carmelo Hayes                                                | 10:04                                                        |                                                              |  |  |                                                        |                                                        |                                                        |  |
|  |                                            |                                            | Kevin Owens                                | Kevin Owens   | Pin            |                                                              |                                                              |                                                              |  |  |                                                        |                                                        |                                                        |  |
|  | Austin Theory                              | Austin Theory                              | Kevin Owens                                | Kevin Owens   | Pin            | 13:32                                                        |                                                              |                                                              |  |  |                                                        |                                                        |                                                        |  |
|  | Austin Theory                              | Austin Theory                              |                                            |               |                |                                                              |                                                              |                                                              |  |  |                                                        |                                                        |                                                        |  |
|  | Kevin Owens                                | Kevin Owens                                | Pin                                        |               |                |                                                              |                                                              |                                                              |  |  |                                                        |                                                        |                                                        |  |